# Посьцень-Замйон
Посьцень-Замйон (пол. Poścień-Zamion) — село в Польщі, у гміні Хожеле Пшасниського повіту Мазовецького воєводства.
Населення — 199 осіб (2011).
У 1975-1998 роках село належало до Остроленцького воєводства.

## Демографія
Демографічна структура станом на 31 березня 2011 року:
|          | Загалом | Допрацездатний вік | Працездатний вік | Постпрацездатний вік |
| -------- | ------- | ------------------ | ---------------- | -------------------- |
| Чоловіки | 107     | 26                 | 68               | 13                   |
| Жінки    | 92      | 26                 | 36               | 30                   |
| Разом    | 199     | 52                 | 104              | 43                   |